# サイバーグ・ウィッテン不変量
数学では、サイバーグ・ウィッテン不変量(Seiberg–Witten invariant)は、サイバーグ・ウィッテン理論を使ったコンパクトな 4次元多様体の不変量であり、Witten (1994)により導入された。サイバーグ・ウィッテンのゲージ理論(Seiberg–Witten gauge theory)は、 Seiberg and  Witten (1994a, 1994b)で研究された。
サイバーグ・ウィッテン不変量は、ドナルドソン不変量と似ていて、滑らかな 4次元多様体にかんする同様な（少しより強い）結果を証明することに使うことができる。サイバーグ・ウィッテン不変量は、ドナルドソン不変量に比べて、技術的には非常に容易である。たとえば、サイバーグ・ウィッテン方程式の解のモジュライ空間は、コンパクトとなる傾向があり、従って、ドナルドソン理論のコンパクト化の中の難しい問題を回避することができる。
さらに詳しいサイバーグ・ウィッテン不変量の記述は、(Donaldson 1996), (Moore 2001), (Morgan 1996), (Nicolaescu 2000), (Scorpan 2005, Chapter 10) を参照。シンプレクティック多様体とグロモフ・ウィッテン不変量の関係については、(Taubes 2000)を参照。早期の歴史については、(Jackson 1995)を参照。

## Spinc構造
サイバーグ・ウィッテン方程式は、4次元多様体の複素スピン構造 Spinc の選択に依存する。4 次元では、群 Spinc は、
(U(1)×Spin(4))/(Z/2Z),
であり、この群から SO(4) への同相写像が存在する。M 上の Spinc 構想は、（リーマン計量と向き付けにより与えられた）接ベクトルバンドル上の自然に SO(4) から群 Spinc へ持ち上がる。すべての滑らかでコンパクトな 4次元多様体 M は（大半がスピン構造を持たないにもかかわらず）Spinc 構造を持つ。

## サイバーグ・ウィッテン方程式
滑らかでコンパクトな 4次元多様体 M を固定し、M 上の spinc 構造 s を選択し、W+, W− で付帯するスピノルバンドル(spinor bundle)を表し、L で行列式ラインバンドルを表すとする。φ で自己随伴スピノル場（ W+ の切断）を表し、A で L の U(1) 接続を表すとする。
(φ,A) のサイバーグ・ウィッテン方程式は、
{\displaystyle D^{A}\phi =0}
{\displaystyle F_{A}^{+}=\sigma (\phi )+i\omega }
である。ここに、DA は A のディラック作用素(Dirac operator) FA は A の曲率 2-形式、FA+ はその自己双対部分、σ は W+ から虚自己双対 2-形式への平方写像(squaring map)、{\displaystyle \omega } は実自己双対 2-形式で、0 となるか、あるいは調和的であるとすることができる。
サイバーグ・ウィッテン方程式の解 (φ,A) は、これらの方程式が多様体 M 上の無質量の磁気モノポール(magnetic monopole)の場の方程式(field equation)であるので、モノポール(monopoles)と呼ばれる。 

## 解のモジュライ空間
解の空間にはゲージ群が作用し、この作用による商をモノポールのモジュライ空間(moduli space)と呼ぶ。
モジュライ空間は、通常多様体である。解は、{\displaystyle \phi =0} と同値なゲージ群の非自明な元により固定されるとき、既約(reducible)な解と呼ぶ。M 上の計量と自己双対 2-形式 {\displaystyle \omega } に対し既約な解である必要十分条件は、行列式ラインバンドルのコホモロジー類の調和形式の代表元の自己双対部分が、{\displaystyle \omega /2\pi } の調和的な部分となることである。モジュライ空間は既約モノポールを除外すると多様体である。従って、b2+(M) ≥ 1 であれば、モジュライ空間は、（空でもよい）元の計量を持つ多様体である。さらに、すべての成分は、次元
{\displaystyle (c_{1}(s)^{2}-2\chi (M)-3sign(M))/4}
を持つ。
モジュライ空間は高々有限個の spinc 構造に対し、空であり、常にコンパクトである。
多様体 M が単純型とは、モジュライ空間がすべての s に対し有限である場合をいう。単純型予想(simple type conjecture)は、M が単連結で b2+(M) ≥ 2 であれば、モジュライ空間は有限であるという予想である。この予想はシンプレクティック多様体に対しては正しい。b2+(M) = 1 であれば、任意の高い次元のモジュライ空間を持つ多様体の例が存在する。

## サイバーグ・ウィッテン不変量
サイバーグ・ウィッテン不変量は、単純型の多様体 M に対し最も定義しやすい不変量である。この場合に、不変量は spinc 構造 s から Z への写像で、s を符号を持つモジュライ空間の元の数へ対応する。
多様体 M が正のスカラー曲率と b2+(M) ≥ 2 であれば、M のすべてのサイバーグ・ウィッテン不変量は 0 になる。
多様体 M が、b2+ ≥ 1 を持つ 2つの多様体の連結和であれば、Mのすべてのサイバーグ・ウィッテン不変量は 0 となる。
多様体 M が単連結でシンプレクティック多様体で b2+(M) ≥ 2 であれば、M はその上でサイバーグ・ウィッテン不変量が 1 であるような spinc 構造 s を持つ。特に、M は b2+ ≥ 1 である多様体の連結和へは分解できない。